# Lincoln Tunnel
Der Lincoln-Tunnel (US-Schreibweise „Lincoln Tunnel“) ist ein rund 2,5 Kilometer langer Straßentunnel, der Weehawken mit Manhattan (New York City) verbindet und unter dem Hudson River durchführt. Mit 112.995 Kraftfahrzeugen pro Tag (Stand 2016) ist er einer der meistbefahrenen Tunnel der Welt, auch wenn die Zahlen seit mehreren Jahren stagnierend sind.
Betrieben wird er durch die Port Authority of New York and New Jersey, welche für Autos in östlicher Fahrtrichtung nach Manhattan eine Maut erhebt. Bei Barzahlung müssen 16 US-Dollar entrichtet werden. Für E-ZPass-Nutzer gibt es ein gestaffeltes Tarifsystem. Die Maut beträgt 13,75 US-Dollar in der Zeit von 6 bis 10 Uhr sowie 16 bis 20 Uhr an Wochentagen und von 11 bis 21 Uhr an Wochenenden. Außerhalb dieser Zeiten beträgt die Maut für E-ZPass-Nutzer 11,75 US-Dollar (Stand 2020).

## Geschichte
Die Bauarbeiten zur ersten Röhre begannen unter der Leitung von Othmar Ammann Anfang 1934 und wurden mit der Eröffnung Ende 1937 abgeschlossen. Zusätzliche Röhren kamen in den Jahren 1945 und 1957 hinzu.

## Verkehr
Jede der drei Röhren verfügt über zwei Fahrstreifen. Durch die Nordröhre fließt der Verkehr von Manhattan nach Weehawken, durch die Südröhre in die Gegenrichtung. Der Verkehrsfluss durch die mittlere Röhre wird dynamisch gesteuert. In der morgendlichen Hauptverkehrszeit sind beide Fahrstreifen nur in Richtung Manhattan befahrbar, wobei einer für Busse reserviert ist. Am späten Nachmittag wird die Röhre nur für Fahrzeuge nach New Jersey geöffnet. Außerhalb dieser Zeiten sind die beiden Fahrstreifen im Gegenverkehr befahrbar.
Die Einfahrt in die Nordröhre liegt in Manhattan auf Höhe 39th Street/11th Avenue. Etwa 250 Meter südöstlich davon, an der 10th Avenue zwischen 38th Street und 39th Street, befindet sich das Tunnelportal der mittleren Röhre und der Südröhre, von dem aus mehrere Rampen direkt in das Port Authority Bus Terminal führen.
Die Zufahrt am Westportal ist aufgrund des großen Höhenunterschieds als Helix ausgeführt. Direkt über dem Portal liegt ein Baseball- und Football-Stadion

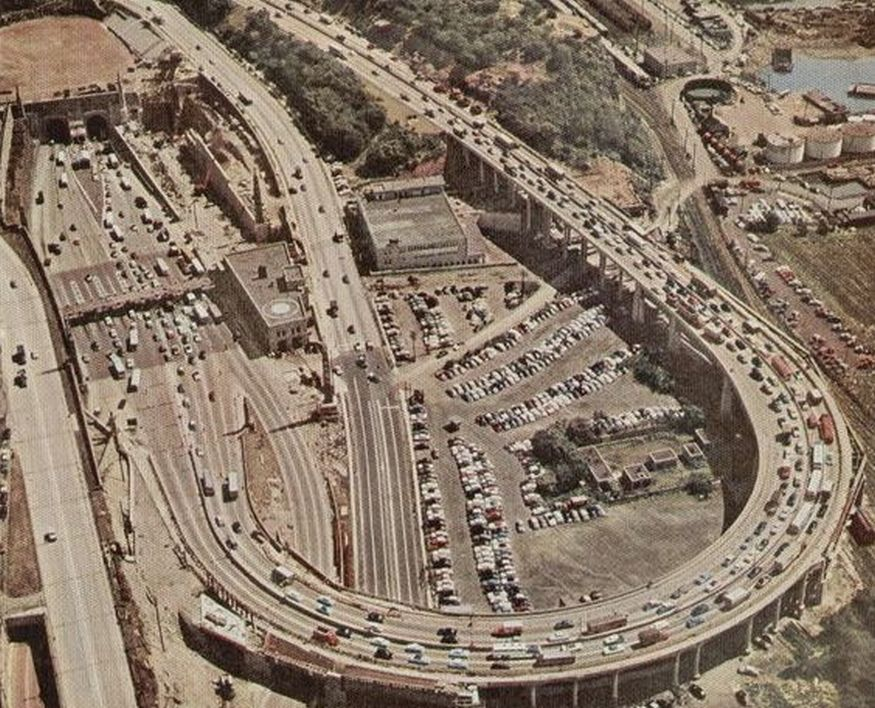
1955: Westportal in Weehawken mit der im Bau befindlichen Südröhre
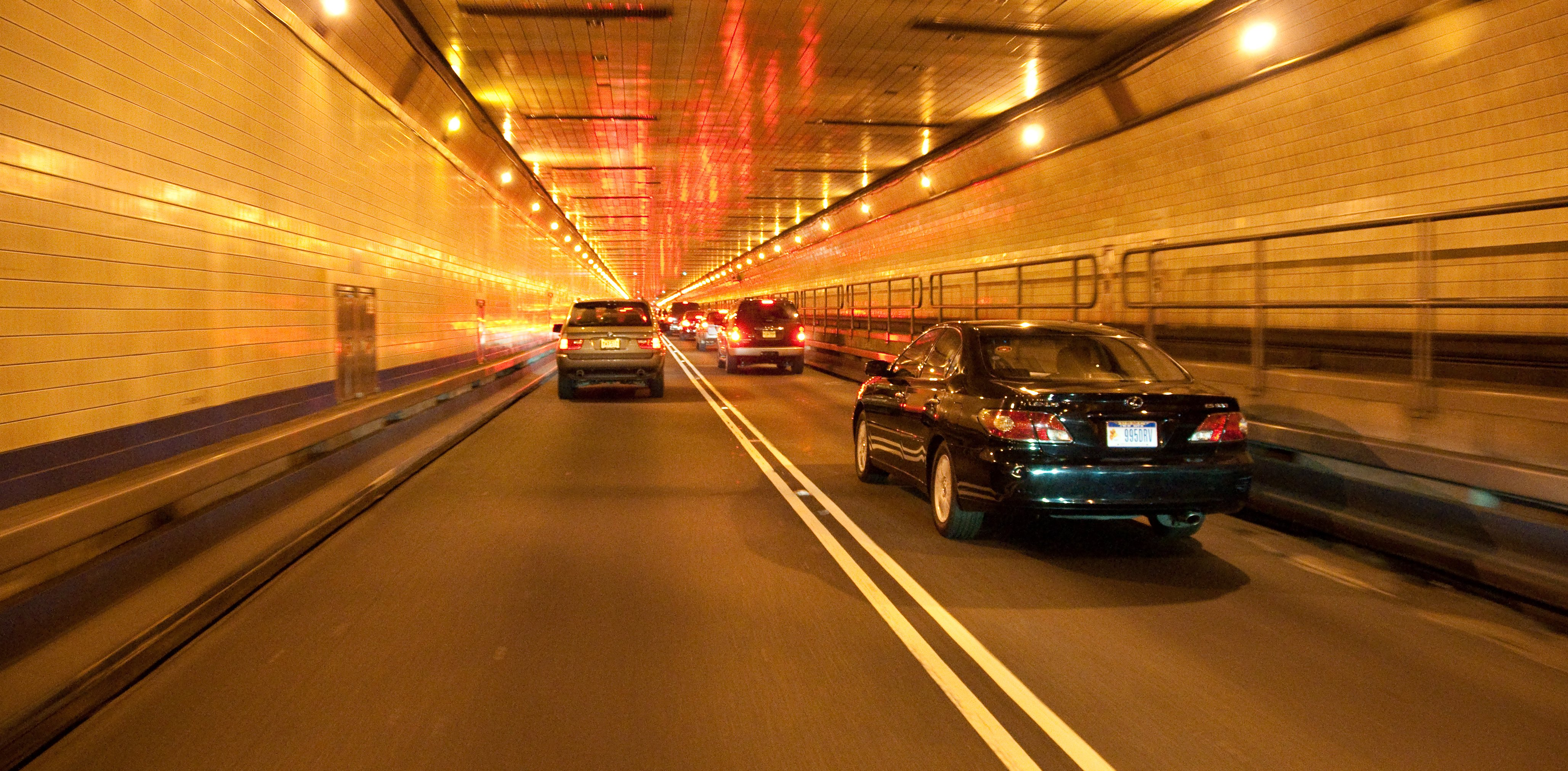
Durchfahrt durch den Tunnel
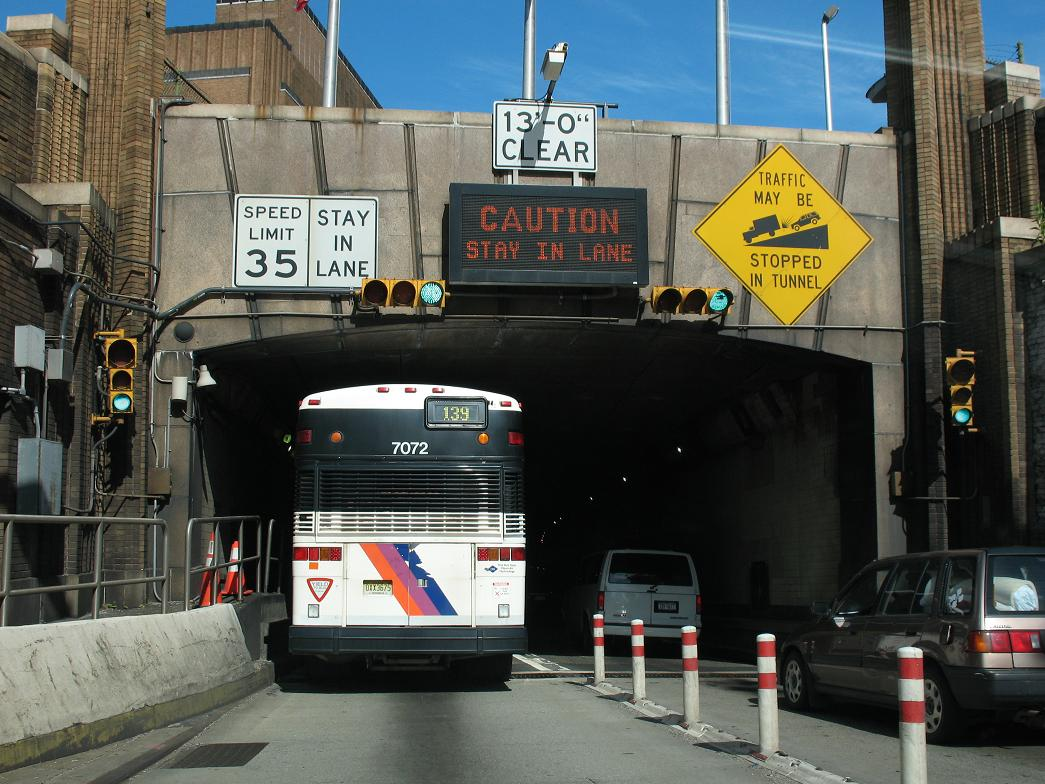
Ostportal der Nordröhre in Manhattan
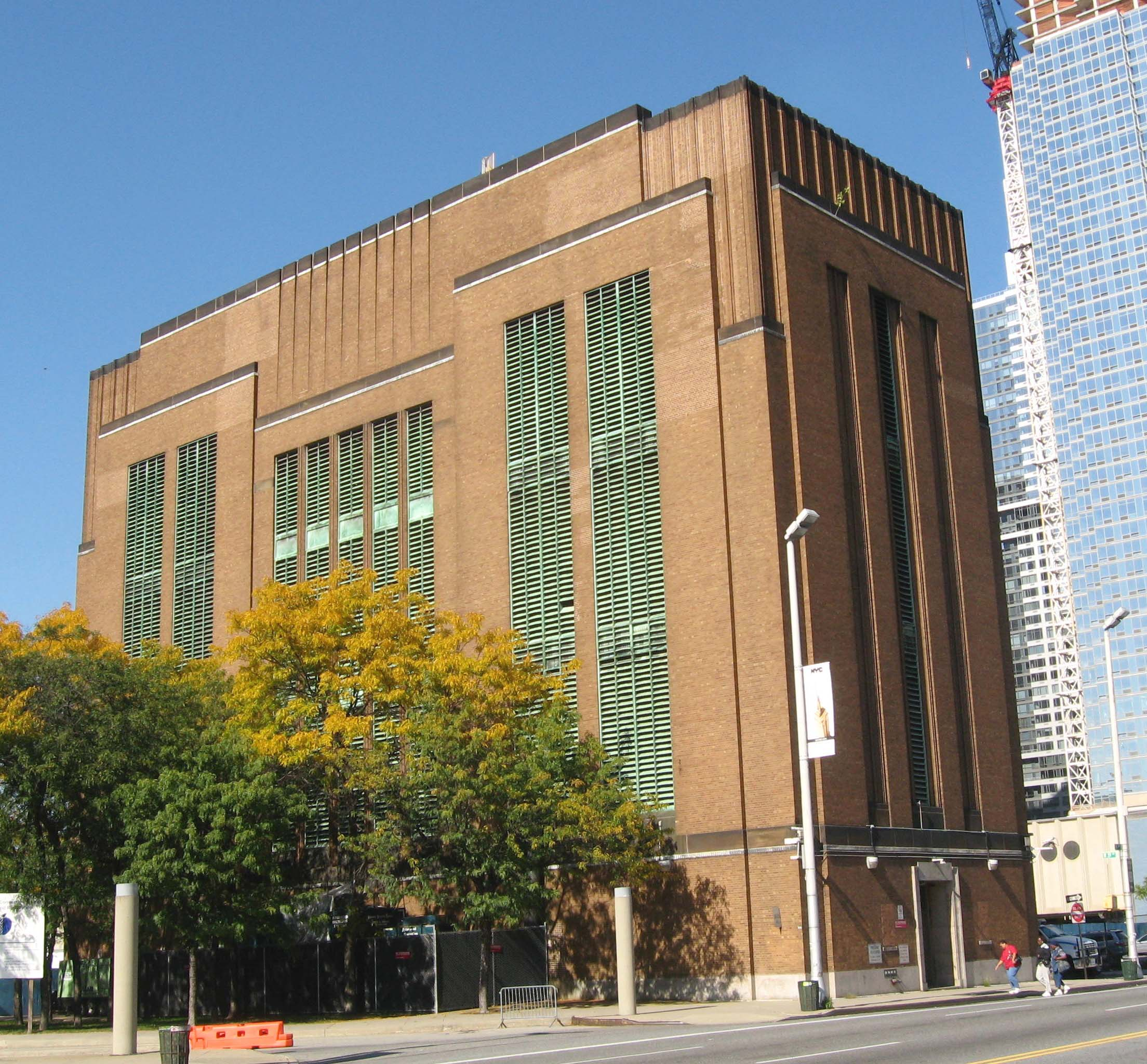
Ventilationsgebäude auf der Seite von Manhattan

## Daten
- mittlere Röhre
  - Eröffnung: 22. Dezember 1937
  - Länge: 2504 m

- Nordröhre
  - Eröffnung: 1. Februar 1945
  - Länge: 2280 m

- Südröhre
  - Eröffnung: 25. Mai 1957
  - Länge: 2440 m

- Fahrbahnbreite: 6,55 m
- Durchfahrtshöhe: 3,96 m
- äußerer Tunneldurchmesser: 9,4 m
- maximale Tiefe zwischen mittlerem Hochwasserstand und Fahrbahn: 29,5 m